# Бідний Єгор Павлович
Єгор Павлович Бідний (нар. 27 червня 1988, Одеса, УРСР) — український футболіст, захисник. Виступав за юнацькі збірні України різних вікових груп.

## Життєпис
Футболом займався з 9 років у команді СКА (Одеса). Через пів року перейшов у СДЮШОР Чорноморець, де грав в 3 - 4 складі. Пізніше за порадою тренера перейшов у більш слабку ДЮСШ «Спартак» ім. І. Бєланова (тренер — К.В. Фролов). У цій школі Бідний підтягнувся в технічному, фізичному й тактичному плані, і через деякий час з командою свого віку ставав призером різних турнірів. Три роки поспіль футболісти цієї команди ставали чемпіонами міста, чим привернули свою увагу тренера «Чорноморця» Семена Альтмана. У липні 2005 року Єгор уклав контракт з «моряками».
Починаючи з сезону 2005/06 років грав за дубль «Чорноморця». Всього за дубль «моряків» у першостях дублерів і молоді зіграв 80 матчів, забив 1 м'яч. У сезонах 2006/07 і 2008/09 років ставав бронзовим призером першості України серед дублюючих і молодіжних команд відповідно.
В основному складі одеситів дебютував 16 квітня 2006 року в домашній грі проти ФК «Харків», вийшовши в основному складі. Окрім цього матчу, зіграв ще 2 гри в Прем'єр-лізі в 2009 році.
Влітку 2010 року перейшов у «Кримтеплицю». Потім грав у командах «Бастіон» (Іллічівськ) і «Говерла-Закарпаття» (Ужгород).
Навесні 2012 року продовжив кар'єру в вінницькій «Ниві», де виступали також його знайомі по матчах у дублі «Чорноморця» Мельник, Владов, Піцик і Ганєв. Під керівництвом тренерів Остапенка та одесита Гайдаржи вінничани, маючи нестабільне фінансове становище й неясність у тому, що буде з командою надалі, виконали завдання збереження місця в першій лізі.
Після завершення сезону повернувся в Одесу, де на запрошення Андрія Пархоменка перейшов в однойменний місту ФК. У 2013 році підписав контракт з клубом другої української ліги — ФК «Карлівка» і тієї ж ночі ліг на операцію з видалення апендикса. Після завершення реабілітації зіграв за карлівчан 9 матчів.